# Thiago Ferreira dos Santos
Thiago Ferreira dos Santos (* 12. Juli 1987 in Linhares), auch Thiago Santos genannt,  ist ein brasilianischer Fußballspieler.

## Karriere
Thiago Ferreira dos Santos stand von 2008 bis 2009 bei Fluminense Rio de Janeiro im brasilianischen Rio de Janeiro unter Vertrag. Von Rio wurde er an die Vereine EC Juventude, Friburguense AC und Duque de Caxias FC ausgeliehen. 2008 belegte er mit dem EC Juventude den zweiten Platz in der Staatsmeisterschaft von Rio Grande do Sul. 2010 wurde er vom Friburguense AC fest verpflichtet. Im August 2010 wechselte er nach Europa. Hier unterschrieb er in Zypern einen Vertrag beim AE Paphos. Der Verein aus Paphos spielte in der ersten Liga, der First Division. Bis Juli 2011 absolvierte er dreizehn Erstligaspiele. Bis Ende 2011 war er vertrags- und vereinslos. Anfang 2012 zog es ihn nach Südkorea. Der in der dritten Liga, der Korea National League, spielende Ulsan Hyundai Mipo Dockyard Dolphin FC aus Ulsan nahm ihn bis Ende 2013 unter Vertrag. Nach Vertragsende kehrte er in seine Heimat zurück. Hier spielte er bis August 2014 für Cianorte FC, Mirassol FC und Campinense Clube. Mit Campinense Clube belegte er den zweiten Platz in der Staatsmeisterschaft von Paraíba. Im August 2014 ging er wieder nach Zypern. Hier verpflichtete ihn der Erstligist Othellos Athienou aus Athienou. Nach 27 Erstligaspielen und zehn geschossenen Toren nahm ihn im August 2015 der belgische Verein Lierse SK aus Lier unter Vertrag. Für Lierse spielte er bis Ende 2015 zwölfmal in der zweiten belgischen Liga, der Division 1B. Anfang 2016 gab er ein kurzes Intermezzo in Israel. Hier stand er von Januar bis Februar bei Maccabi Netanja in Netanja unter Vertrag. Im Februar wechselte er für zwei Monate zu CA Juventus nach São Paulo. Von Mitte April bis Juni 2016 war er wieder vertragslos. Über die Station Dibba Al-Hisn SC, einem Verein, der in den Vereinigten Arabischen Emirate beheimatet ist, unterschrieb er Mitte 2017 einen Vertrag in Thailand. Der Erstligist Ubon UMT United aus Ubon Ratchathani nahm ihn bis Ende des Jahres unter Vertrag. Mit Ubon spielte er fünfzehnmal in der ersten Liga, der Thai League. 2018 ging es wieder nach Zypern. Hier stand er für die Erstligisten Nea Salamis Famagusta aus Famagusta und Omonia Nikosia aus der Hauptstadt Nikosia auf dem Spielfeld. Im Juli 2023 wechselte er in die zweite Liga, wo er sich in Ypsonas dem ENY Digenis Ypsona anschloss.

## Erfolge
EC Juventude
- Staatsmeisterschaft von Rio Grande do Sul: 2008 (2. Platz)

Campinense Clube
- Staatsmeisterschaft von Paraíba: 2014 (2. Platz)